# Grigorij Zorin
Grigorij Trofimowicz Zorin (ros. Григорий Трофимович Зорин, ur. 10 lutego 1920 we wsi Usiatskoje obecnie w rejonie bijskim w Kraju Ałtajskim, zm. 13 marca 1976 w miejscowości Zariecznyj w rejonie olokminskim w Jakucji) – radziecki wojskowy w stopniu starszyny, Bohater Związku Radzieckiego (1945).

## Życiorys
Urodził się w rodzinie chłopskiej. Od 1931 wraz z rodziną mieszkał we wsi Matur w rejonie tasztypskim w Chakasji, gdzie skończył 4 klasy szkoły wiejskiej i pracował w kołchozie. We wrześniu 1940 został powołany do Armii Czerwonej, służył na Dalekim Wschodzie, od sierpnia 1941 walczył w wojnie z Niemcami kolejno na Froncie Leningradzkim, Centralnym, Białoruskim i 1 Białoruskim. Był dwukrotnie ranny, w 1944 przyjęto go do WKP(b). Wyróżnił się podczas operacji brzesko-lubelskiej jako dowódca oddziału zwiadu 2 dywizjonu 786 pułku artylerii lekkiej 46 Brygady Artylerii Lekkiej 12 Dywizji Artylerii Przełamania 69 Armii 1 Frontu Białoruskiego w stopniu młodszego sierżanta, w nocy na 31 lipca 1944 biorąc udział w przeprawie łodzią przez Wisłę w rejonie Puław, a następnie w walkach o utrzymanie i rozszerzenie przyczółka; osobiście zabił 15 żołnierzy wroga. Po wojnie został zdemobilizowany w stopniu starszyny i wrócił do Chakasji, gdzie pracował jako instruktor kultury fizycznej przy oddziale Komsomołu rejonowego komitetu partyjnego w Tasztypie, później pracował m.in. jako majster w przemyśle leśniczym. Jego imieniem nazwano ulicę we wsi Matur i umieszczono jego nazwisko na memoriale sławy w Barnaule, na obelisku w skwerze bohaterów w Olokminsku i w parku zwycięstwa w Tasztypie.

## Odznaczenia
- Złota Gwiazda Bohatera Związku Radzieckiego (21 lutego 1945)
- Order Lenina (21 lutego 1945)
- Order Wojny Ojczyźnianej II klasy (17 sierpnia 1944)
- Order Sławy III klasy (12 grudnia 1943)
- Medal „Za Odwagę” (10 września 1943)
- Medal „Za obronę Leningradu”
- Medal „Za zwycięstwo nad Niemcami w Wielkiej Wojnie Ojczyźnianej 1941–1945”
- Medal „Za zdobycie Berlina”
- Medal „Za wyzwolenie Warszawy”

I inne.